# Стационе ди Скуркола (Л'Аквила)
Стационе ди Скуркола (итал. Stazione di Scurcola) је насеље у Италији у округу Л'Аквила, региону Абруцо.
Према процени из 2011. у насељу је живело 13 становника. Насеље се налази на надморској висини од 702 м.